# Дин Лижэнь
Дин Лижэ́нь (кит. упр. 丁立人, пиньинь Dīng Lìrén; род. 24 октября 1992, Вэньчжоу, Китай) — китайский шахматист, гроссмейстер (2009), 17-й чемпион мира (2023—2024). Трёхкратный чемпион Китая (2009, 2011 и 2012), победитель Grand Chess Tour 2019 и Кубка Синкфилда 2019. Двукратный финалист Кубков мира (2017 и 2019).
На турнире претендентов 2022 занял 2-е место. Поскольку Магнус Карлсен отказался защищать титул, Дин Лижэнь сыграл с Яном Непомнящим, занявшим 1-е место, и победил его, став новым чемпионом мира. 
C августа 2017 года по ноябрь 2018 года Дин не проиграл ни одной партии с классическим контролем времени, установив мировой рекорд. Он одержал 29 побед и 71 раз сыграл вничью.

## Биография

### Ранняя жизнь
Родился в Вэньчжоу. Город имеет богатую шахматную историю: является родным для 9-й чемпионки мира Чжу Чэнь, в нём также проходил матч между 7-й чемпионкой мира Се Цзюнь и Виктором Корчным.
Отец Дин Лижэня работает инженером-электриком, по профессии — врач; мама — медсестрой в больнице. Отец назвал сына в честь конфуцианской поговорки: «Если хочешь быть здоровым, сделай здоровыми других. Если хочешь расти, заставь расти других». Имя «Лижэнь» означает «сделать (других) здоровыми». Лижэнь является единственным ребёнком у родителей.
В шахматы научился играть в 4 года. Для Дина стоял выбор между двумя видами шахмат: классическими и сянци. С Чжэном Ибо, ныне известным китайским арбитром, они выбрали классические шахматы.
Закончил среднюю школу в Вэньчжоу, затем получил степень бакалавра, окончив юридический факультет Пекинского университета.

### Карьера
В 2009 году, в возрасте 16 лет, стал самым юным игроком Китая, победившим на общенациональных соревнованиях.
В сентябре 2018 года стал первым китайским игроком, преодолевшим отметку 2800 в мировом рейтинге, в ноябре достиг рейтинга 2816, что является 10-м по величине в истории. Это позволило ему занять 4-е место в мире за тот месяц.
| Командный турнир              | Доска | + | − | = | Инд. результат | Командный  | Ист.   |
| ----------------------------- | ----- | - | - | - | -------------- | ---------- | ------ |
| Олимпиада 2012                | 3-я   | 6 | 1 | 3 |                | 4-е место  | [ 21 ] |
| Олимпиада 2014                | 2-я   | 5 | 5 | 0 |                | Золото     | [ 22 ] |
| Командный чемпионат мира 2015 |       | 2 | 0 | 7 | 3-е место      | Золото     | [ 23 ] |
| Олимпиада 2016                | 2-я   | 5 | 5 | 0 |                | 13-е место | [ 24 ] |
| Олимпиада 2018                | 1-я   | 3 | 0 | 5 |                | Золото     | [ 25 ] |

## Чемпионская гонка

### 2018
Дошёл до финала Кубка мира и получил квалификацию в турнир претендентов, стал первым китайским шахматистом, которому это удалось. Дин стал единственным игроком, который не проиграл ни одной партии, занял 4-е место.

### 2020
В октябре 2019 года Дин Лижэнь, проиграв в финале Теймуру Раджабову, занял 2-е место на Кубке мира. Получил квалификацию в турнир претендентов, по результатам которого поделил 5-6 места с Александром Грищуком.
В связи ограничениями, связанными с пандемией COVID-19, был лишён возможности участвовать в отборочном цикле на очередной турнир претендентов, однако в связи с дисквалификацией Сергея Карякина получил возможность принять участие в турнире, как шахматист с наивысшим рейтингом на май 2022 года. Одним из условий приглашения на турнир было наличие не менее 30 партий с классическим контролем, сыгранных с июня 2021 года по май 2022 года, однако к апрелю у Дина Лижэня было сыграно лишь 4 партии. С конца марта Китайская шахматная ассоциация организовала в городе Ханчжоу серию турниров с участием китайского шахматиста, чтобы он провёл нужное (26) количество партий. В мае 2022 года Дин Лижэнь занял второе место в рейтинге ФИДЕ, обогнав Алирезу Фирузджу.

### 2022—2023
Дин отказался от участия в Кубке мира из-за ограничений, введённых Китаем от COVID-19. На турнире претендентов, будучи рейтинг-фаворитом, разделил в 1-м круге 4-6 места, проиграв в 1-м туре Яну Непомнящему. Во 2-м круге разделил 1-2 место с Теймуром Раджабовым, одержав в последней игре важнейшую победу над прямым конкурентом Хикару Накамурой, находившимся перед 14 туром на чистом 2 месте. По итогам турнира занял 2-е место, что дало ему право принять участие в матче за звание чемпиона мира вместо отказавшегося от защиты титула Магнуса Карлсена.
В апреле 2023 года в матче против Яна Непомнящего победил с общим счётом 9½—8½ (7:7 по основным партиям и 2½—1½ на тай-брейке).
|               | Рейтинг | Классическая часть | Классическая часть | Классическая часть | Классическая часть | Классическая часть | Классическая часть | Классическая часть | Классическая часть | Классическая часть | Классическая часть | Классическая часть | Классическая часть | Классическая часть | Классическая часть | Счёт | Рапид | Рапид | Рапид | Рапид | Итог |
| 1             | Рейтинг | 2                  | 3                  | 4                  | 5                  | 6                  | 7                  | 8                  | 9                  | 10                 | 11                 | 12                 | 13                 | 14                 | 15                 | Счёт | 16    | 17    | 18    |       | Итог |
| ------------- | ------- | ------------------ | ------------------ | ------------------ | ------------------ | ------------------ | ------------------ | ------------------ | ------------------ | ------------------ | ------------------ | ------------------ | ------------------ | ------------------ | ------------------ | ---- | ----- | ----- | ----- | ----- | ---- |
| Ян Непомнящий | 2795    | ½                  | 1                  | ½                  | 0                  | 1                  | 0                  | 1                  | ½                  | ½                  | ½                  | ½                  | 0                  | ½                  | ½                  | 7    | ½     | ½     | ½     | 0     | 8½   |
| Дин Лижэнь    | 2788    | ½                  | 0                  | ½                  | 1                  | 0                  | 1                  | 0                  | ½                  | ½                  | ½                  | ½                  | 1                  | ½                  | ½                  | 7    | ½     | ½     | ½     | 1     | 9½   |

## Проблемы
|   | a | b | c | d | e | f | g | h |   |
| - | --- | --- | --- | --- | --- | --- | --- | --- | - |
| 8 | d8 чёрная ладья · f8 чёрный ферзь · h8 чёрный король · a7 чёрная пешка · d7 чёрный конь · g7 чёрная пешка · h7 чёрная пешка · b6 чёрная ладья · f6 чёрная пешка · d5 белый слон · e5 чёрный слон · f5 белая пешка · h5 белый ферзь · c4 белая пешка · d4 чёрная пешка · e4 белая ладья · d3 белая пешка · a2 белая пешка · f2 белый слон · h2 белая пешка · f1 белая ладья · h1 белый король | d8 чёрная ладья · f8 чёрный ферзь · h8 чёрный король · a7 чёрная пешка · d7 чёрный конь · g7 чёрная пешка · h7 чёрная пешка · b6 чёрная ладья · f6 чёрная пешка · d5 белый слон · e5 чёрный слон · f5 белая пешка · h5 белый ферзь · c4 белая пешка · d4 чёрная пешка · e4 белая ладья · d3 белая пешка · a2 белая пешка · f2 белый слон · h2 белая пешка · f1 белая ладья · h1 белый король | d8 чёрная ладья · f8 чёрный ферзь · h8 чёрный король · a7 чёрная пешка · d7 чёрный конь · g7 чёрная пешка · h7 чёрная пешка · b6 чёрная ладья · f6 чёрная пешка · d5 белый слон · e5 чёрный слон · f5 белая пешка · h5 белый ферзь · c4 белая пешка · d4 чёрная пешка · e4 белая ладья · d3 белая пешка · a2 белая пешка · f2 белый слон · h2 белая пешка · f1 белая ладья · h1 белый король | d8 чёрная ладья · f8 чёрный ферзь · h8 чёрный король · a7 чёрная пешка · d7 чёрный конь · g7 чёрная пешка · h7 чёрная пешка · b6 чёрная ладья · f6 чёрная пешка · d5 белый слон · e5 чёрный слон · f5 белая пешка · h5 белый ферзь · c4 белая пешка · d4 чёрная пешка · e4 белая ладья · d3 белая пешка · a2 белая пешка · f2 белый слон · h2 белая пешка · f1 белая ладья · h1 белый король | d8 чёрная ладья · f8 чёрный ферзь · h8 чёрный король · a7 чёрная пешка · d7 чёрный конь · g7 чёрная пешка · h7 чёрная пешка · b6 чёрная ладья · f6 чёрная пешка · d5 белый слон · e5 чёрный слон · f5 белая пешка · h5 белый ферзь · c4 белая пешка · d4 чёрная пешка · e4 белая ладья · d3 белая пешка · a2 белая пешка · f2 белый слон · h2 белая пешка · f1 белая ладья · h1 белый король | d8 чёрная ладья · f8 чёрный ферзь · h8 чёрный король · a7 чёрная пешка · d7 чёрный конь · g7 чёрная пешка · h7 чёрная пешка · b6 чёрная ладья · f6 чёрная пешка · d5 белый слон · e5 чёрный слон · f5 белая пешка · h5 белый ферзь · c4 белая пешка · d4 чёрная пешка · e4 белая ладья · d3 белая пешка · a2 белая пешка · f2 белый слон · h2 белая пешка · f1 белая ладья · h1 белый король | d8 чёрная ладья · f8 чёрный ферзь · h8 чёрный король · a7 чёрная пешка · d7 чёрный конь · g7 чёрная пешка · h7 чёрная пешка · b6 чёрная ладья · f6 чёрная пешка · d5 белый слон · e5 чёрный слон · f5 белая пешка · h5 белый ферзь · c4 белая пешка · d4 чёрная пешка · e4 белая ладья · d3 белая пешка · a2 белая пешка · f2 белый слон · h2 белая пешка · f1 белая ладья · h1 белый король | d8 чёрная ладья · f8 чёрный ферзь · h8 чёрный король · a7 чёрная пешка · d7 чёрный конь · g7 чёрная пешка · h7 чёрная пешка · b6 чёрная ладья · f6 чёрная пешка · d5 белый слон · e5 чёрный слон · f5 белая пешка · h5 белый ферзь · c4 белая пешка · d4 чёрная пешка · e4 белая ладья · d3 белая пешка · a2 белая пешка · f2 белый слон · h2 белая пешка · f1 белая ладья · h1 белый король | 8 |
| 7 | d8 чёрная ладья · f8 чёрный ферзь · h8 чёрный король · a7 чёрная пешка · d7 чёрный конь · g7 чёрная пешка · h7 чёрная пешка · b6 чёрная ладья · f6 чёрная пешка · d5 белый слон · e5 чёрный слон · f5 белая пешка · h5 белый ферзь · c4 белая пешка · d4 чёрная пешка · e4 белая ладья · d3 белая пешка · a2 белая пешка · f2 белый слон · h2 белая пешка · f1 белая ладья · h1 белый король | d8 чёрная ладья · f8 чёрный ферзь · h8 чёрный король · a7 чёрная пешка · d7 чёрный конь · g7 чёрная пешка · h7 чёрная пешка · b6 чёрная ладья · f6 чёрная пешка · d5 белый слон · e5 чёрный слон · f5 белая пешка · h5 белый ферзь · c4 белая пешка · d4 чёрная пешка · e4 белая ладья · d3 белая пешка · a2 белая пешка · f2 белый слон · h2 белая пешка · f1 белая ладья · h1 белый король | d8 чёрная ладья · f8 чёрный ферзь · h8 чёрный король · a7 чёрная пешка · d7 чёрный конь · g7 чёрная пешка · h7 чёрная пешка · b6 чёрная ладья · f6 чёрная пешка · d5 белый слон · e5 чёрный слон · f5 белая пешка · h5 белый ферзь · c4 белая пешка · d4 чёрная пешка · e4 белая ладья · d3 белая пешка · a2 белая пешка · f2 белый слон · h2 белая пешка · f1 белая ладья · h1 белый король | d8 чёрная ладья · f8 чёрный ферзь · h8 чёрный король · a7 чёрная пешка · d7 чёрный конь · g7 чёрная пешка · h7 чёрная пешка · b6 чёрная ладья · f6 чёрная пешка · d5 белый слон · e5 чёрный слон · f5 белая пешка · h5 белый ферзь · c4 белая пешка · d4 чёрная пешка · e4 белая ладья · d3 белая пешка · a2 белая пешка · f2 белый слон · h2 белая пешка · f1 белая ладья · h1 белый король | d8 чёрная ладья · f8 чёрный ферзь · h8 чёрный король · a7 чёрная пешка · d7 чёрный конь · g7 чёрная пешка · h7 чёрная пешка · b6 чёрная ладья · f6 чёрная пешка · d5 белый слон · e5 чёрный слон · f5 белая пешка · h5 белый ферзь · c4 белая пешка · d4 чёрная пешка · e4 белая ладья · d3 белая пешка · a2 белая пешка · f2 белый слон · h2 белая пешка · f1 белая ладья · h1 белый король | d8 чёрная ладья · f8 чёрный ферзь · h8 чёрный король · a7 чёрная пешка · d7 чёрный конь · g7 чёрная пешка · h7 чёрная пешка · b6 чёрная ладья · f6 чёрная пешка · d5 белый слон · e5 чёрный слон · f5 белая пешка · h5 белый ферзь · c4 белая пешка · d4 чёрная пешка · e4 белая ладья · d3 белая пешка · a2 белая пешка · f2 белый слон · h2 белая пешка · f1 белая ладья · h1 белый король | d8 чёрная ладья · f8 чёрный ферзь · h8 чёрный король · a7 чёрная пешка · d7 чёрный конь · g7 чёрная пешка · h7 чёрная пешка · b6 чёрная ладья · f6 чёрная пешка · d5 белый слон · e5 чёрный слон · f5 белая пешка · h5 белый ферзь · c4 белая пешка · d4 чёрная пешка · e4 белая ладья · d3 белая пешка · a2 белая пешка · f2 белый слон · h2 белая пешка · f1 белая ладья · h1 белый король | d8 чёрная ладья · f8 чёрный ферзь · h8 чёрный король · a7 чёрная пешка · d7 чёрный конь · g7 чёрная пешка · h7 чёрная пешка · b6 чёрная ладья · f6 чёрная пешка · d5 белый слон · e5 чёрный слон · f5 белая пешка · h5 белый ферзь · c4 белая пешка · d4 чёрная пешка · e4 белая ладья · d3 белая пешка · a2 белая пешка · f2 белый слон · h2 белая пешка · f1 белая ладья · h1 белый король | 7 |
| 6 | d8 чёрная ладья · f8 чёрный ферзь · h8 чёрный король · a7 чёрная пешка · d7 чёрный конь · g7 чёрная пешка · h7 чёрная пешка · b6 чёрная ладья · f6 чёрная пешка · d5 белый слон · e5 чёрный слон · f5 белая пешка · h5 белый ферзь · c4 белая пешка · d4 чёрная пешка · e4 белая ладья · d3 белая пешка · a2 белая пешка · f2 белый слон · h2 белая пешка · f1 белая ладья · h1 белый король | d8 чёрная ладья · f8 чёрный ферзь · h8 чёрный король · a7 чёрная пешка · d7 чёрный конь · g7 чёрная пешка · h7 чёрная пешка · b6 чёрная ладья · f6 чёрная пешка · d5 белый слон · e5 чёрный слон · f5 белая пешка · h5 белый ферзь · c4 белая пешка · d4 чёрная пешка · e4 белая ладья · d3 белая пешка · a2 белая пешка · f2 белый слон · h2 белая пешка · f1 белая ладья · h1 белый король | d8 чёрная ладья · f8 чёрный ферзь · h8 чёрный король · a7 чёрная пешка · d7 чёрный конь · g7 чёрная пешка · h7 чёрная пешка · b6 чёрная ладья · f6 чёрная пешка · d5 белый слон · e5 чёрный слон · f5 белая пешка · h5 белый ферзь · c4 белая пешка · d4 чёрная пешка · e4 белая ладья · d3 белая пешка · a2 белая пешка · f2 белый слон · h2 белая пешка · f1 белая ладья · h1 белый король | d8 чёрная ладья · f8 чёрный ферзь · h8 чёрный король · a7 чёрная пешка · d7 чёрный конь · g7 чёрная пешка · h7 чёрная пешка · b6 чёрная ладья · f6 чёрная пешка · d5 белый слон · e5 чёрный слон · f5 белая пешка · h5 белый ферзь · c4 белая пешка · d4 чёрная пешка · e4 белая ладья · d3 белая пешка · a2 белая пешка · f2 белый слон · h2 белая пешка · f1 белая ладья · h1 белый король | d8 чёрная ладья · f8 чёрный ферзь · h8 чёрный король · a7 чёрная пешка · d7 чёрный конь · g7 чёрная пешка · h7 чёрная пешка · b6 чёрная ладья · f6 чёрная пешка · d5 белый слон · e5 чёрный слон · f5 белая пешка · h5 белый ферзь · c4 белая пешка · d4 чёрная пешка · e4 белая ладья · d3 белая пешка · a2 белая пешка · f2 белый слон · h2 белая пешка · f1 белая ладья · h1 белый король | d8 чёрная ладья · f8 чёрный ферзь · h8 чёрный король · a7 чёрная пешка · d7 чёрный конь · g7 чёрная пешка · h7 чёрная пешка · b6 чёрная ладья · f6 чёрная пешка · d5 белый слон · e5 чёрный слон · f5 белая пешка · h5 белый ферзь · c4 белая пешка · d4 чёрная пешка · e4 белая ладья · d3 белая пешка · a2 белая пешка · f2 белый слон · h2 белая пешка · f1 белая ладья · h1 белый король | d8 чёрная ладья · f8 чёрный ферзь · h8 чёрный король · a7 чёрная пешка · d7 чёрный конь · g7 чёрная пешка · h7 чёрная пешка · b6 чёрная ладья · f6 чёрная пешка · d5 белый слон · e5 чёрный слон · f5 белая пешка · h5 белый ферзь · c4 белая пешка · d4 чёрная пешка · e4 белая ладья · d3 белая пешка · a2 белая пешка · f2 белый слон · h2 белая пешка · f1 белая ладья · h1 белый король | d8 чёрная ладья · f8 чёрный ферзь · h8 чёрный король · a7 чёрная пешка · d7 чёрный конь · g7 чёрная пешка · h7 чёрная пешка · b6 чёрная ладья · f6 чёрная пешка · d5 белый слон · e5 чёрный слон · f5 белая пешка · h5 белый ферзь · c4 белая пешка · d4 чёрная пешка · e4 белая ладья · d3 белая пешка · a2 белая пешка · f2 белый слон · h2 белая пешка · f1 белая ладья · h1 белый король | 6 |
| 5 | d8 чёрная ладья · f8 чёрный ферзь · h8 чёрный король · a7 чёрная пешка · d7 чёрный конь · g7 чёрная пешка · h7 чёрная пешка · b6 чёрная ладья · f6 чёрная пешка · d5 белый слон · e5 чёрный слон · f5 белая пешка · h5 белый ферзь · c4 белая пешка · d4 чёрная пешка · e4 белая ладья · d3 белая пешка · a2 белая пешка · f2 белый слон · h2 белая пешка · f1 белая ладья · h1 белый король | d8 чёрная ладья · f8 чёрный ферзь · h8 чёрный король · a7 чёрная пешка · d7 чёрный конь · g7 чёрная пешка · h7 чёрная пешка · b6 чёрная ладья · f6 чёрная пешка · d5 белый слон · e5 чёрный слон · f5 белая пешка · h5 белый ферзь · c4 белая пешка · d4 чёрная пешка · e4 белая ладья · d3 белая пешка · a2 белая пешка · f2 белый слон · h2 белая пешка · f1 белая ладья · h1 белый король | d8 чёрная ладья · f8 чёрный ферзь · h8 чёрный король · a7 чёрная пешка · d7 чёрный конь · g7 чёрная пешка · h7 чёрная пешка · b6 чёрная ладья · f6 чёрная пешка · d5 белый слон · e5 чёрный слон · f5 белая пешка · h5 белый ферзь · c4 белая пешка · d4 чёрная пешка · e4 белая ладья · d3 белая пешка · a2 белая пешка · f2 белый слон · h2 белая пешка · f1 белая ладья · h1 белый король | d8 чёрная ладья · f8 чёрный ферзь · h8 чёрный король · a7 чёрная пешка · d7 чёрный конь · g7 чёрная пешка · h7 чёрная пешка · b6 чёрная ладья · f6 чёрная пешка · d5 белый слон · e5 чёрный слон · f5 белая пешка · h5 белый ферзь · c4 белая пешка · d4 чёрная пешка · e4 белая ладья · d3 белая пешка · a2 белая пешка · f2 белый слон · h2 белая пешка · f1 белая ладья · h1 белый король | d8 чёрная ладья · f8 чёрный ферзь · h8 чёрный король · a7 чёрная пешка · d7 чёрный конь · g7 чёрная пешка · h7 чёрная пешка · b6 чёрная ладья · f6 чёрная пешка · d5 белый слон · e5 чёрный слон · f5 белая пешка · h5 белый ферзь · c4 белая пешка · d4 чёрная пешка · e4 белая ладья · d3 белая пешка · a2 белая пешка · f2 белый слон · h2 белая пешка · f1 белая ладья · h1 белый король | d8 чёрная ладья · f8 чёрный ферзь · h8 чёрный король · a7 чёрная пешка · d7 чёрный конь · g7 чёрная пешка · h7 чёрная пешка · b6 чёрная ладья · f6 чёрная пешка · d5 белый слон · e5 чёрный слон · f5 белая пешка · h5 белый ферзь · c4 белая пешка · d4 чёрная пешка · e4 белая ладья · d3 белая пешка · a2 белая пешка · f2 белый слон · h2 белая пешка · f1 белая ладья · h1 белый король | d8 чёрная ладья · f8 чёрный ферзь · h8 чёрный король · a7 чёрная пешка · d7 чёрный конь · g7 чёрная пешка · h7 чёрная пешка · b6 чёрная ладья · f6 чёрная пешка · d5 белый слон · e5 чёрный слон · f5 белая пешка · h5 белый ферзь · c4 белая пешка · d4 чёрная пешка · e4 белая ладья · d3 белая пешка · a2 белая пешка · f2 белый слон · h2 белая пешка · f1 белая ладья · h1 белый король | d8 чёрная ладья · f8 чёрный ферзь · h8 чёрный король · a7 чёрная пешка · d7 чёрный конь · g7 чёрная пешка · h7 чёрная пешка · b6 чёрная ладья · f6 чёрная пешка · d5 белый слон · e5 чёрный слон · f5 белая пешка · h5 белый ферзь · c4 белая пешка · d4 чёрная пешка · e4 белая ладья · d3 белая пешка · a2 белая пешка · f2 белый слон · h2 белая пешка · f1 белая ладья · h1 белый король | 5 |
| 4 | d8 чёрная ладья · f8 чёрный ферзь · h8 чёрный король · a7 чёрная пешка · d7 чёрный конь · g7 чёрная пешка · h7 чёрная пешка · b6 чёрная ладья · f6 чёрная пешка · d5 белый слон · e5 чёрный слон · f5 белая пешка · h5 белый ферзь · c4 белая пешка · d4 чёрная пешка · e4 белая ладья · d3 белая пешка · a2 белая пешка · f2 белый слон · h2 белая пешка · f1 белая ладья · h1 белый король | d8 чёрная ладья · f8 чёрный ферзь · h8 чёрный король · a7 чёрная пешка · d7 чёрный конь · g7 чёрная пешка · h7 чёрная пешка · b6 чёрная ладья · f6 чёрная пешка · d5 белый слон · e5 чёрный слон · f5 белая пешка · h5 белый ферзь · c4 белая пешка · d4 чёрная пешка · e4 белая ладья · d3 белая пешка · a2 белая пешка · f2 белый слон · h2 белая пешка · f1 белая ладья · h1 белый король | d8 чёрная ладья · f8 чёрный ферзь · h8 чёрный король · a7 чёрная пешка · d7 чёрный конь · g7 чёрная пешка · h7 чёрная пешка · b6 чёрная ладья · f6 чёрная пешка · d5 белый слон · e5 чёрный слон · f5 белая пешка · h5 белый ферзь · c4 белая пешка · d4 чёрная пешка · e4 белая ладья · d3 белая пешка · a2 белая пешка · f2 белый слон · h2 белая пешка · f1 белая ладья · h1 белый король | d8 чёрная ладья · f8 чёрный ферзь · h8 чёрный король · a7 чёрная пешка · d7 чёрный конь · g7 чёрная пешка · h7 чёрная пешка · b6 чёрная ладья · f6 чёрная пешка · d5 белый слон · e5 чёрный слон · f5 белая пешка · h5 белый ферзь · c4 белая пешка · d4 чёрная пешка · e4 белая ладья · d3 белая пешка · a2 белая пешка · f2 белый слон · h2 белая пешка · f1 белая ладья · h1 белый король | d8 чёрная ладья · f8 чёрный ферзь · h8 чёрный король · a7 чёрная пешка · d7 чёрный конь · g7 чёрная пешка · h7 чёрная пешка · b6 чёрная ладья · f6 чёрная пешка · d5 белый слон · e5 чёрный слон · f5 белая пешка · h5 белый ферзь · c4 белая пешка · d4 чёрная пешка · e4 белая ладья · d3 белая пешка · a2 белая пешка · f2 белый слон · h2 белая пешка · f1 белая ладья · h1 белый король | d8 чёрная ладья · f8 чёрный ферзь · h8 чёрный король · a7 чёрная пешка · d7 чёрный конь · g7 чёрная пешка · h7 чёрная пешка · b6 чёрная ладья · f6 чёрная пешка · d5 белый слон · e5 чёрный слон · f5 белая пешка · h5 белый ферзь · c4 белая пешка · d4 чёрная пешка · e4 белая ладья · d3 белая пешка · a2 белая пешка · f2 белый слон · h2 белая пешка · f1 белая ладья · h1 белый король | d8 чёрная ладья · f8 чёрный ферзь · h8 чёрный король · a7 чёрная пешка · d7 чёрный конь · g7 чёрная пешка · h7 чёрная пешка · b6 чёрная ладья · f6 чёрная пешка · d5 белый слон · e5 чёрный слон · f5 белая пешка · h5 белый ферзь · c4 белая пешка · d4 чёрная пешка · e4 белая ладья · d3 белая пешка · a2 белая пешка · f2 белый слон · h2 белая пешка · f1 белая ладья · h1 белый король | d8 чёрная ладья · f8 чёрный ферзь · h8 чёрный король · a7 чёрная пешка · d7 чёрный конь · g7 чёрная пешка · h7 чёрная пешка · b6 чёрная ладья · f6 чёрная пешка · d5 белый слон · e5 чёрный слон · f5 белая пешка · h5 белый ферзь · c4 белая пешка · d4 чёрная пешка · e4 белая ладья · d3 белая пешка · a2 белая пешка · f2 белый слон · h2 белая пешка · f1 белая ладья · h1 белый король | 4 |
| 3 | d8 чёрная ладья · f8 чёрный ферзь · h8 чёрный король · a7 чёрная пешка · d7 чёрный конь · g7 чёрная пешка · h7 чёрная пешка · b6 чёрная ладья · f6 чёрная пешка · d5 белый слон · e5 чёрный слон · f5 белая пешка · h5 белый ферзь · c4 белая пешка · d4 чёрная пешка · e4 белая ладья · d3 белая пешка · a2 белая пешка · f2 белый слон · h2 белая пешка · f1 белая ладья · h1 белый король | d8 чёрная ладья · f8 чёрный ферзь · h8 чёрный король · a7 чёрная пешка · d7 чёрный конь · g7 чёрная пешка · h7 чёрная пешка · b6 чёрная ладья · f6 чёрная пешка · d5 белый слон · e5 чёрный слон · f5 белая пешка · h5 белый ферзь · c4 белая пешка · d4 чёрная пешка · e4 белая ладья · d3 белая пешка · a2 белая пешка · f2 белый слон · h2 белая пешка · f1 белая ладья · h1 белый король | d8 чёрная ладья · f8 чёрный ферзь · h8 чёрный король · a7 чёрная пешка · d7 чёрный конь · g7 чёрная пешка · h7 чёрная пешка · b6 чёрная ладья · f6 чёрная пешка · d5 белый слон · e5 чёрный слон · f5 белая пешка · h5 белый ферзь · c4 белая пешка · d4 чёрная пешка · e4 белая ладья · d3 белая пешка · a2 белая пешка · f2 белый слон · h2 белая пешка · f1 белая ладья · h1 белый король | d8 чёрная ладья · f8 чёрный ферзь · h8 чёрный король · a7 чёрная пешка · d7 чёрный конь · g7 чёрная пешка · h7 чёрная пешка · b6 чёрная ладья · f6 чёрная пешка · d5 белый слон · e5 чёрный слон · f5 белая пешка · h5 белый ферзь · c4 белая пешка · d4 чёрная пешка · e4 белая ладья · d3 белая пешка · a2 белая пешка · f2 белый слон · h2 белая пешка · f1 белая ладья · h1 белый король | d8 чёрная ладья · f8 чёрный ферзь · h8 чёрный король · a7 чёрная пешка · d7 чёрный конь · g7 чёрная пешка · h7 чёрная пешка · b6 чёрная ладья · f6 чёрная пешка · d5 белый слон · e5 чёрный слон · f5 белая пешка · h5 белый ферзь · c4 белая пешка · d4 чёрная пешка · e4 белая ладья · d3 белая пешка · a2 белая пешка · f2 белый слон · h2 белая пешка · f1 белая ладья · h1 белый король | d8 чёрная ладья · f8 чёрный ферзь · h8 чёрный король · a7 чёрная пешка · d7 чёрный конь · g7 чёрная пешка · h7 чёрная пешка · b6 чёрная ладья · f6 чёрная пешка · d5 белый слон · e5 чёрный слон · f5 белая пешка · h5 белый ферзь · c4 белая пешка · d4 чёрная пешка · e4 белая ладья · d3 белая пешка · a2 белая пешка · f2 белый слон · h2 белая пешка · f1 белая ладья · h1 белый король | d8 чёрная ладья · f8 чёрный ферзь · h8 чёрный король · a7 чёрная пешка · d7 чёрный конь · g7 чёрная пешка · h7 чёрная пешка · b6 чёрная ладья · f6 чёрная пешка · d5 белый слон · e5 чёрный слон · f5 белая пешка · h5 белый ферзь · c4 белая пешка · d4 чёрная пешка · e4 белая ладья · d3 белая пешка · a2 белая пешка · f2 белый слон · h2 белая пешка · f1 белая ладья · h1 белый король | d8 чёрная ладья · f8 чёрный ферзь · h8 чёрный король · a7 чёрная пешка · d7 чёрный конь · g7 чёрная пешка · h7 чёрная пешка · b6 чёрная ладья · f6 чёрная пешка · d5 белый слон · e5 чёрный слон · f5 белая пешка · h5 белый ферзь · c4 белая пешка · d4 чёрная пешка · e4 белая ладья · d3 белая пешка · a2 белая пешка · f2 белый слон · h2 белая пешка · f1 белая ладья · h1 белый король | 3 |
| 2 | d8 чёрная ладья · f8 чёрный ферзь · h8 чёрный король · a7 чёрная пешка · d7 чёрный конь · g7 чёрная пешка · h7 чёрная пешка · b6 чёрная ладья · f6 чёрная пешка · d5 белый слон · e5 чёрный слон · f5 белая пешка · h5 белый ферзь · c4 белая пешка · d4 чёрная пешка · e4 белая ладья · d3 белая пешка · a2 белая пешка · f2 белый слон · h2 белая пешка · f1 белая ладья · h1 белый король | d8 чёрная ладья · f8 чёрный ферзь · h8 чёрный король · a7 чёрная пешка · d7 чёрный конь · g7 чёрная пешка · h7 чёрная пешка · b6 чёрная ладья · f6 чёрная пешка · d5 белый слон · e5 чёрный слон · f5 белая пешка · h5 белый ферзь · c4 белая пешка · d4 чёрная пешка · e4 белая ладья · d3 белая пешка · a2 белая пешка · f2 белый слон · h2 белая пешка · f1 белая ладья · h1 белый король | d8 чёрная ладья · f8 чёрный ферзь · h8 чёрный король · a7 чёрная пешка · d7 чёрный конь · g7 чёрная пешка · h7 чёрная пешка · b6 чёрная ладья · f6 чёрная пешка · d5 белый слон · e5 чёрный слон · f5 белая пешка · h5 белый ферзь · c4 белая пешка · d4 чёрная пешка · e4 белая ладья · d3 белая пешка · a2 белая пешка · f2 белый слон · h2 белая пешка · f1 белая ладья · h1 белый король | d8 чёрная ладья · f8 чёрный ферзь · h8 чёрный король · a7 чёрная пешка · d7 чёрный конь · g7 чёрная пешка · h7 чёрная пешка · b6 чёрная ладья · f6 чёрная пешка · d5 белый слон · e5 чёрный слон · f5 белая пешка · h5 белый ферзь · c4 белая пешка · d4 чёрная пешка · e4 белая ладья · d3 белая пешка · a2 белая пешка · f2 белый слон · h2 белая пешка · f1 белая ладья · h1 белый король | d8 чёрная ладья · f8 чёрный ферзь · h8 чёрный король · a7 чёрная пешка · d7 чёрный конь · g7 чёрная пешка · h7 чёрная пешка · b6 чёрная ладья · f6 чёрная пешка · d5 белый слон · e5 чёрный слон · f5 белая пешка · h5 белый ферзь · c4 белая пешка · d4 чёрная пешка · e4 белая ладья · d3 белая пешка · a2 белая пешка · f2 белый слон · h2 белая пешка · f1 белая ладья · h1 белый король | d8 чёрная ладья · f8 чёрный ферзь · h8 чёрный король · a7 чёрная пешка · d7 чёрный конь · g7 чёрная пешка · h7 чёрная пешка · b6 чёрная ладья · f6 чёрная пешка · d5 белый слон · e5 чёрный слон · f5 белая пешка · h5 белый ферзь · c4 белая пешка · d4 чёрная пешка · e4 белая ладья · d3 белая пешка · a2 белая пешка · f2 белый слон · h2 белая пешка · f1 белая ладья · h1 белый король | d8 чёрная ладья · f8 чёрный ферзь · h8 чёрный король · a7 чёрная пешка · d7 чёрный конь · g7 чёрная пешка · h7 чёрная пешка · b6 чёрная ладья · f6 чёрная пешка · d5 белый слон · e5 чёрный слон · f5 белая пешка · h5 белый ферзь · c4 белая пешка · d4 чёрная пешка · e4 белая ладья · d3 белая пешка · a2 белая пешка · f2 белый слон · h2 белая пешка · f1 белая ладья · h1 белый король | d8 чёрная ладья · f8 чёрный ферзь · h8 чёрный король · a7 чёрная пешка · d7 чёрный конь · g7 чёрная пешка · h7 чёрная пешка · b6 чёрная ладья · f6 чёрная пешка · d5 белый слон · e5 чёрный слон · f5 белая пешка · h5 белый ферзь · c4 белая пешка · d4 чёрная пешка · e4 белая ладья · d3 белая пешка · a2 белая пешка · f2 белый слон · h2 белая пешка · f1 белая ладья · h1 белый король | 2 |
| 1 | d8 чёрная ладья · f8 чёрный ферзь · h8 чёрный король · a7 чёрная пешка · d7 чёрный конь · g7 чёрная пешка · h7 чёрная пешка · b6 чёрная ладья · f6 чёрная пешка · d5 белый слон · e5 чёрный слон · f5 белая пешка · h5 белый ферзь · c4 белая пешка · d4 чёрная пешка · e4 белая ладья · d3 белая пешка · a2 белая пешка · f2 белый слон · h2 белая пешка · f1 белая ладья · h1 белый король | d8 чёрная ладья · f8 чёрный ферзь · h8 чёрный король · a7 чёрная пешка · d7 чёрный конь · g7 чёрная пешка · h7 чёрная пешка · b6 чёрная ладья · f6 чёрная пешка · d5 белый слон · e5 чёрный слон · f5 белая пешка · h5 белый ферзь · c4 белая пешка · d4 чёрная пешка · e4 белая ладья · d3 белая пешка · a2 белая пешка · f2 белый слон · h2 белая пешка · f1 белая ладья · h1 белый король | d8 чёрная ладья · f8 чёрный ферзь · h8 чёрный король · a7 чёрная пешка · d7 чёрный конь · g7 чёрная пешка · h7 чёрная пешка · b6 чёрная ладья · f6 чёрная пешка · d5 белый слон · e5 чёрный слон · f5 белая пешка · h5 белый ферзь · c4 белая пешка · d4 чёрная пешка · e4 белая ладья · d3 белая пешка · a2 белая пешка · f2 белый слон · h2 белая пешка · f1 белая ладья · h1 белый король | d8 чёрная ладья · f8 чёрный ферзь · h8 чёрный король · a7 чёрная пешка · d7 чёрный конь · g7 чёрная пешка · h7 чёрная пешка · b6 чёрная ладья · f6 чёрная пешка · d5 белый слон · e5 чёрный слон · f5 белая пешка · h5 белый ферзь · c4 белая пешка · d4 чёрная пешка · e4 белая ладья · d3 белая пешка · a2 белая пешка · f2 белый слон · h2 белая пешка · f1 белая ладья · h1 белый король | d8 чёрная ладья · f8 чёрный ферзь · h8 чёрный король · a7 чёрная пешка · d7 чёрный конь · g7 чёрная пешка · h7 чёрная пешка · b6 чёрная ладья · f6 чёрная пешка · d5 белый слон · e5 чёрный слон · f5 белая пешка · h5 белый ферзь · c4 белая пешка · d4 чёрная пешка · e4 белая ладья · d3 белая пешка · a2 белая пешка · f2 белый слон · h2 белая пешка · f1 белая ладья · h1 белый король | d8 чёрная ладья · f8 чёрный ферзь · h8 чёрный король · a7 чёрная пешка · d7 чёрный конь · g7 чёрная пешка · h7 чёрная пешка · b6 чёрная ладья · f6 чёрная пешка · d5 белый слон · e5 чёрный слон · f5 белая пешка · h5 белый ферзь · c4 белая пешка · d4 чёрная пешка · e4 белая ладья · d3 белая пешка · a2 белая пешка · f2 белый слон · h2 белая пешка · f1 белая ладья · h1 белый король | d8 чёрная ладья · f8 чёрный ферзь · h8 чёрный король · a7 чёрная пешка · d7 чёрный конь · g7 чёрная пешка · h7 чёрная пешка · b6 чёрная ладья · f6 чёрная пешка · d5 белый слон · e5 чёрный слон · f5 белая пешка · h5 белый ферзь · c4 белая пешка · d4 чёрная пешка · e4 белая ладья · d3 белая пешка · a2 белая пешка · f2 белый слон · h2 белая пешка · f1 белая ладья · h1 белый король | d8 чёрная ладья · f8 чёрный ферзь · h8 чёрный король · a7 чёрная пешка · d7 чёрный конь · g7 чёрная пешка · h7 чёрная пешка · b6 чёрная ладья · f6 чёрная пешка · d5 белый слон · e5 чёрный слон · f5 белая пешка · h5 белый ферзь · c4 белая пешка · d4 чёрная пешка · e4 белая ладья · d3 белая пешка · a2 белая пешка · f2 белый слон · h2 белая пешка · f1 белая ладья · h1 белый король | 1 |
|   | a | b | c | d | e | f | g | h |   |

В 2024 году Дин Лижэня постигла серия неудач. В феврале он принял участие в турнире по шахматам Фишера Weissenhaus Freestyle Chess GOAT Challenge 2024 и проиграл практически все партии, набрав ½ очка из 9. В мае, до турнира Norway Chess 2024 Карлсен назвал Дин Лижэня «сломленным», сказав, что в такой форме шансов в матче против 17-летнего Доммараджу Гукеша у него нет.
В мае-июне принял участие в Norway Chess 2024. Выступил получше (уверенно обыграл Хикару Накамуру на армагеддоне), но всё равно занял последнее место с большим отставанием. Он проиграл Магнусу Карлсену в 1 ход, зевнув простой мат (на диаграмме).
Перед турниром в Ставангере Дин рассказал, что принимает лекарства от стресса, а также отметил, что хотел бы «показать хотя бы свою вторую лучшую форму».

## Известные партии
В ноябре 2017 года Дин Лижэнь одержал красивую победу над Бай Жиньши в Китайской шахматной лиге (командном чемпионате Китая).
[Event "TCh-CHN 2017"]
[Site "China CHN"]
[Date "2017.11.04"]
[Round "18.4"]
[White "Bai, Jinshi"]
[Black "Ding Liren"]
[Result "0-1"]
[WhiteElo "2553"]
[BlackElo "2774"]
[Variant "Standard"]
[TimeControl "-"]
[ECO "E21"]
[Opening "Nimzo-Indian Defense: Three Knights Variation"]
[Termination "Normal"]
[Annotator "lichess.org"]
1. d4 Nf6 2. c4 e6 3. Nc3 Bb4 4. Nf3 { E21 Nimzo-Indian Defense: Three Knights Variation } O-O 5. Bg5 c5 6. e3 cxd4 7. Qxd4 Nc6 8. Qd3 h6 9. Bh4 d5 10. Rd1 g5 11. Bg3 Ne4 12. Nd2 Nc5 13. Qc2 d4 14. Nf3 e5 15. Nxe5 dxc3 16. Rxd8 cxb2+ 17. Ke2?? { (0.15 → -3.04) Blunder. Rd2 was best. } (17. Rd2) 17... Rxd8 18. Qxb2 Na4 19. Qc2 Nc3+ 20. Kf3 Rd4 21. h3 h5 22. Bh2?! { (-2.53 → -3.80) Inaccuracy. e4 was best. } (22. e4 Rxe4) 22... g4+ 23. Kg3 Rd2 24. Qb3? { (-4.16 → -7.81) Mistake. Qxd2 was best. } (24. Qxd2 Ne4+ 25. Kh4 Bxd2 26. Nxc6 bxc6 27. Be2 Be6 28. Bf4 Nxf2 29. Rf1 Ne4 30. Bd3 Nc5) 24... Ne4+ 25. Kh4 Be7+ 26. Kxh5 Kg7 27. Bf4? { (-4.99 → -11.73) Mistake. Nxc6 was best. } (27. Nxc6 bxc6) 27... Bf5 28. Bh6+ Kh7 29. Qxb7 Rxf2 30. Bg5?! { (-10.09 → Mate in 7) Checkmate is now unavoidable. Qxe7 was best. } (30. Qxe7 Nxe7) 30... Rh8 31. Nxf7 Bg6+ 32. Kxg4 Ne5+ { White resigns. } 0-1